# 弗拉迪米爾·納博可夫
弗拉基米爾·弗拉基米羅維奇·納博可夫（俄語：Владимир Владимирович Набоков；1899年4月23日—1977年7月2日），20世纪俄裔美国小說家、文学评论家、翻譯家、詩人、国际象棋爱好者与昆蟲學家。
1899年，纳博科夫生于帝俄圣彼得堡。在流亡時期，他創作了大量俄語小說（包括《天賦》），但真正使他声名远扬的，是他于1955年、用英语完成初稿的《羅莉塔》（十年后由他自己译成俄语）。《洛麗塔》于二十世纪声名鹊起、誉满文坛。纳博科夫之後发表的英文小说（如《普宁》、《微暗的火》、《爱达或爱欲：一部家族纪事》等），则将他对咬文嚼字和细节描写的钟爱展现得淋漓尽致。

## 生平

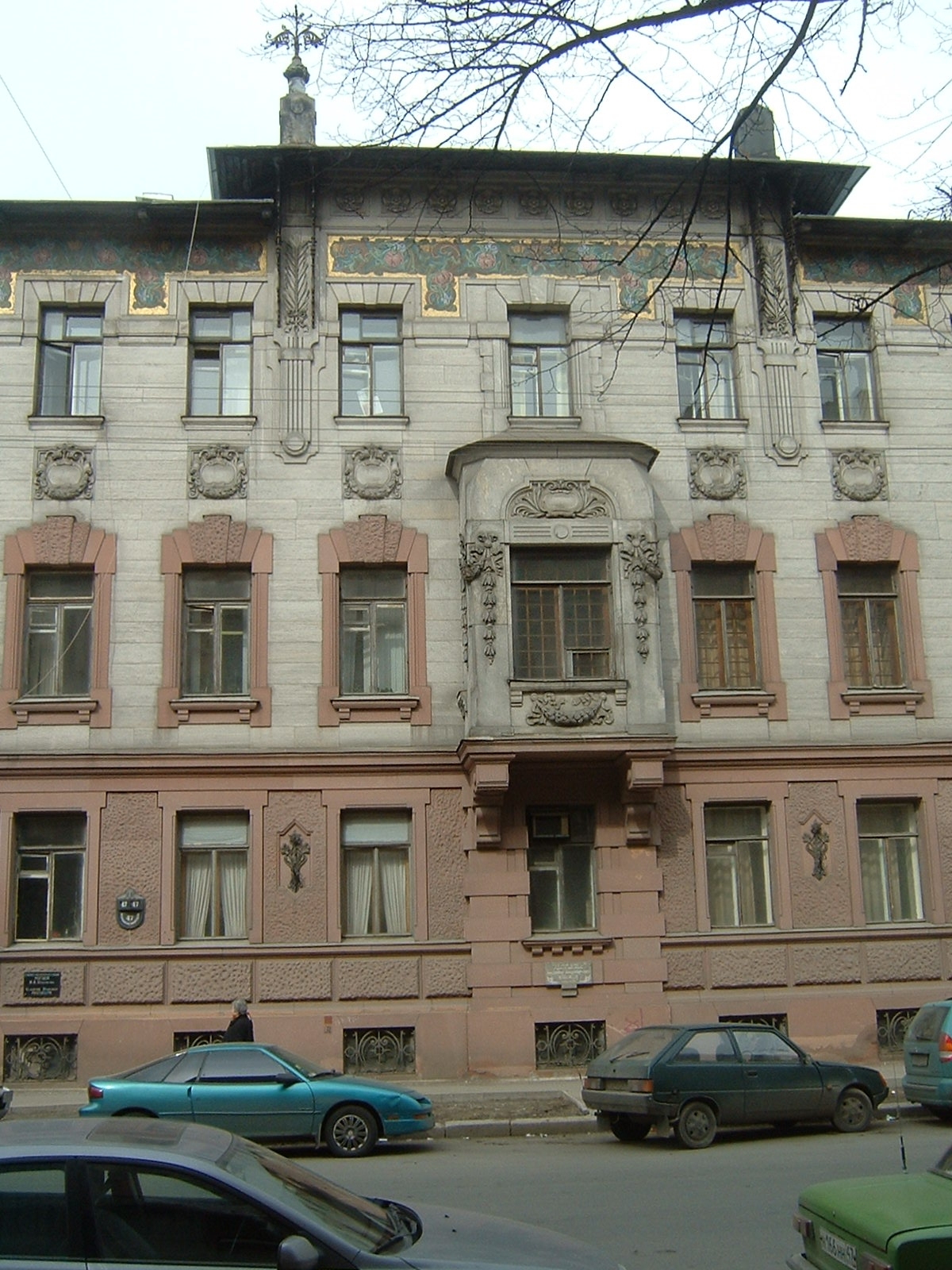
納博科夫在聖彼得堡的出生地，现在是纳博科夫故居博物馆。

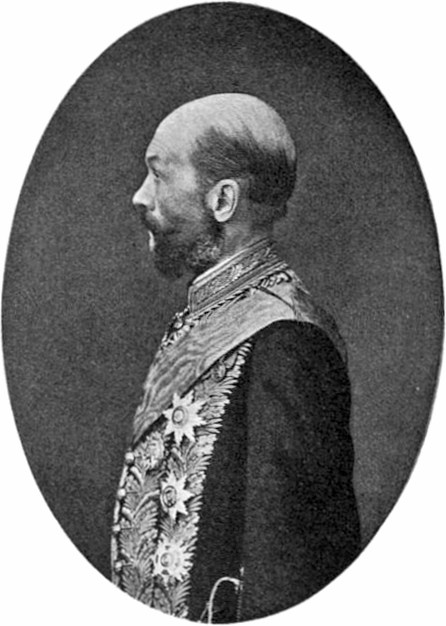
祖父德米特里·纳博科夫，俄国司法部长

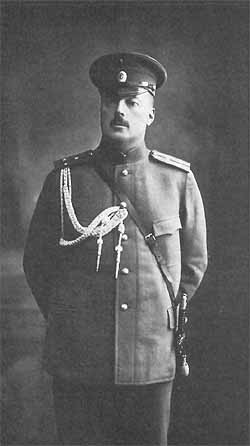
父亲，弗拉基米尔·德米特里耶维奇·纳博科夫，摄于一战期间

### 俄国早年生活
1899年4月23日（儒略历4月10日）弗拉基米尔·弗拉基米罗维奇·纳博科夫出生于圣彼得堡一个显赫而富有的俄罗斯贵族家庭，其根源可追溯到14世纪鞑靼王子纳博克穆尔扎，纳博克进入沙皇政府，家族的姓氏由此而生:16。纳博科夫的父亲，弗拉基米尔·德米特里耶维奇·纳博科夫（1870–1922），是自由派律师、记者和政治家，在革命前是立宪民主党的领导人，著有许多有关刑法和政治的书籍和文章；母亲叶莲娜·伊万诺夫娜·鲁卡维什尼科娃是金矿矿主、百万富翁的孙女，矿业豪门的女继承人；表亲包括作曲家尼古拉·納博科夫；祖父德米特里·纳博科夫（1827–1904年），在亚历山大二世统治期间，担任俄国司法部长；祖母是波罗的海德意志人男爵夫人玛丽亚·冯·科夫（1842-1926年），透过这层血统，他也和作曲家卡爾·海因里希·格勞恩（1704–1759）有血缘关系。
弗拉基米尔是家中长子，同时也是最受喜爱的孩子。他有四个弟弟妹妹：谢尔盖（1900–1945）、奥尔加（1903-1978）、埃琳娜（1906-2000）和基里尔（1912-1964）。谢尔盖因公开谴责希特勒政权，1945年于诺因加默集中营被杀。而据奥尔加在斯托伊尼娜中学的密友，艾茵·兰德回忆，奥尔加认同、支持君主立宪制，且激起了自己对政治的兴趣。至于埃琳娜，则成为后来弗拉基米尔至爱的兄弟姐妹。1985年，她发表了自己与弗拉基米尔的通信，亦即弗拉基米尔后来传记的重要题材。
纳博科夫的童年和青年时期，在圣彼得堡，以及该市以南西弗斯卡亚附近的乡村庄园维拉（Vyra）度过。据纳博科夫自称，他的童年是“完美”和“世界主义”的，有几点特别之处：他们家中使用俄语、英语和法语，因此他自幼就通晓三种语言；母亲给他读的第一本英文书是弗洛伦斯·蒙哥马利的《误解》（1869年）；他尚未懂得读写俄语时，已能读写英语，使爱国的父亲十分失望。在《说吧，记忆》一书中，纳博科夫仔细描述童年养尊处优的生活细节。他对这些往事记忆犹新，因此即使日後终生流落异乡，仍因为优裕的童年生活而感到欣慰。自然地，从他的首部著作《玛丽》，到到後期作品《爱达或爱欲：一部家族纪事》，均有他早年生活的影子。
尽管家人名义上信奉东正教，但他们都对宗教兴味索然，而在納博科夫对宗教失去兴趣後，也并无被逼至教堂礼拜。1916年，納博科夫继承了叔叔瓦西里·伊万诺维奇·鲁卡维什尼科夫的罗日德斯特韦诺庄园，正位于维拉庄园旁边。但不到一年，十月革命爆发，他便自此失去了这座平生仅有的房产。 

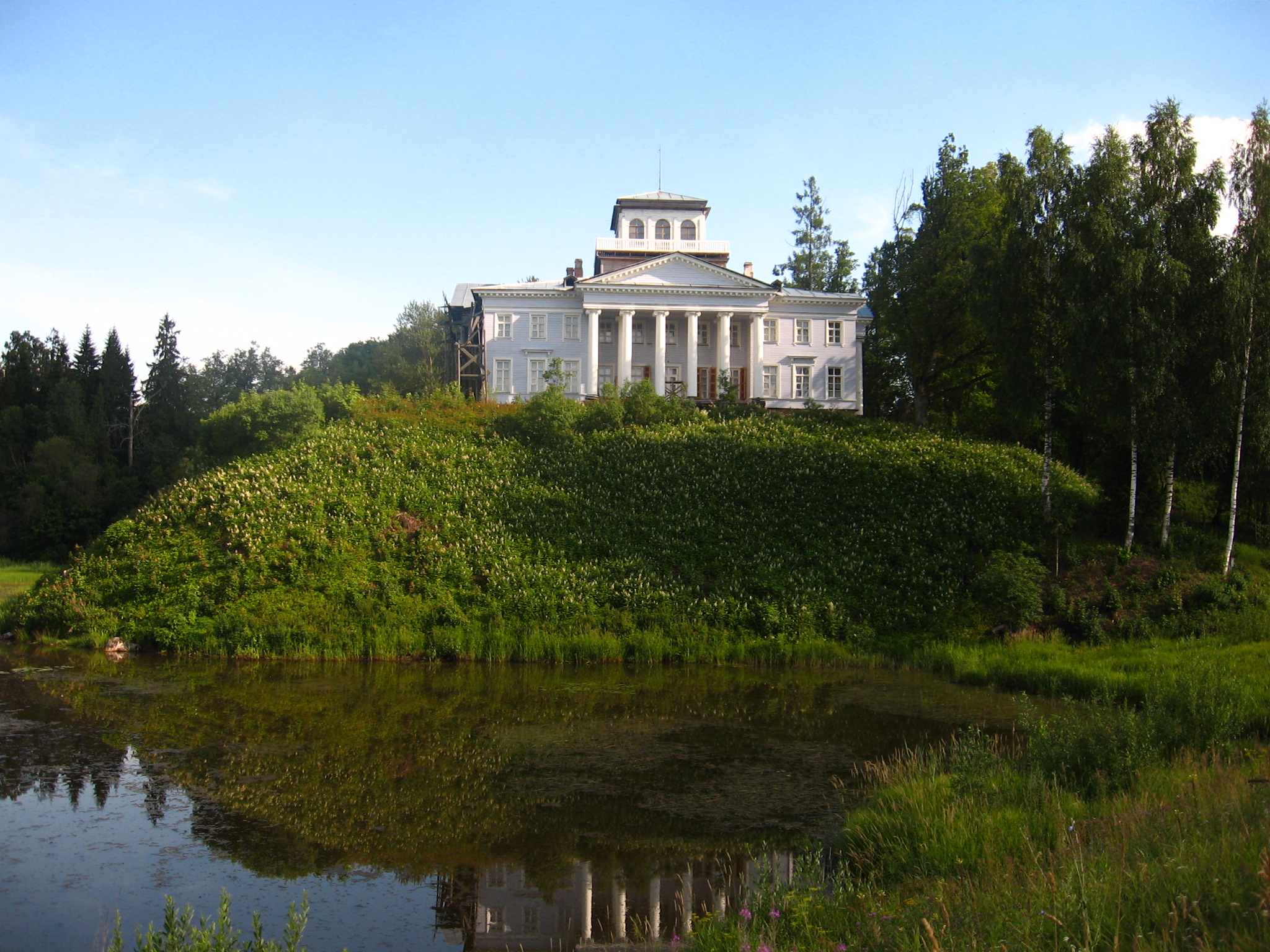
罗日德斯特韦诺庄园

进入青春期，纳博科夫初涉文坛，开启其系统投身文学创作的生涯。1916年，纳博科夫出版了首部著作《诗集》（Stikhi），书中辑录68首俄文诗歌。当时他就读于圣彼得堡的特尼舍夫学校，他的文学老师弗拉基米尔·瓦西里耶维奇·吉皮乌斯一直屡加指摘他的文学成就。《诗集》刊印后不久，在一次社交活动中，弗拉基米尔·吉皮乌斯的堂姐、著名诗人季娜依达·吉皮乌斯对纳博科夫的父亲说：“请告诉你的儿子，他永远不会成为一名作家。”

### 流亡
1917年，二月革命爆发后，纳博科夫的父亲曾任职于圣彼得堡的俄国临时政府；十月革命爆发後，父亲举家离开圣彼得堡，前往克里米亚。他们本无打算长期离国，便寄居朋友的庄园里，1918年9月，他们移居至由烏克蘭人民共和國控制的利瓦季亞，而父亲则出任克里米亞地方政府的法律部长。
1918年11月，德军撤走；1919年年初克里米亚白军起义失败後，納博科夫一家奔赴西欧，离乡背井。1919年，他们一家先于英国定居，納博科夫则入剑桥大学三一学院，初习动物学，後转攻斯拉夫语和罗曼语。一位记者写道：“房间窗户上的盾徽让他隔绝于寒冷，也让他免受近期失去祖国的忧伤。正是在剑桥这座城市，孤灯独守之际，伴着《李尔王》、《亚瑟王之死》、《化身博士》与《尤利西斯》的卷帙，纳博科夫决定成为一名俄文作家。”负笈剑桥的经历，亦资为日后写作《塞巴斯蒂安·奈特的真實生活》和《荣耀》等作品的素材。
1920年，納博科夫的家人迁往德国柏林，父亲亦於柏林创办流亡人士报章《船舵》（Rul）。1922年6月，納博科夫於剑桥取得法文与俄文学位後，便跟随家人前往柏林。

### 柏林岁月（1922-1937）
1922年3月，納博科夫的父亲在德国柏林，被俄罗斯君主主義份子彼得·沙别利斯基-博尔克和谢尔盖·塔博里茨基刺杀；其实，两位暗杀者真正目标是流亡政党立憲民主黨领袖帕维尔·尼古拉耶维奇·米留科夫，但納博科夫的父亲却舍身掩护米留科夫而身亡。因此，納博科夫日後的小说，反复出现角色因误会而被错手残暴杀害的情节，如在《微暗的火》中，刺客错将诗人约翰·谢德认作逃亡的君主，而将其刺杀。父亲逝世後不久，纳博科夫的母亲和妹妹叶莲娜移居布拉格，以遗孀的身份领取政府抚恤金。
納博科夫留在柏林，渐成流亡人士中声名藉甚的文人，他以笔名V. Sirin写作，該笔名出自俄国民间传说的神话生物西琳鳥。然而，他的写作所得入不敷出，因此他也靠私人教授英语、法语、网球和拳击帮补生计。迪特尔·齐默（Dieter E. Zimmer）曾写到他在柏林的15年岁月：“他从未喜欢过柏林，直到最后，他非常不喜欢柏林。他住在柏林活跃的俄罗斯社区裡，这个社区或多或少是自给自足的。他留在那里，只因山穷水尽。他只认识几个德国人。除女房东、店主和警察总部的移民官员之外，他认识的德国人很少。”
1922年，纳博科夫与斯韦特兰娜·西维特订婚；1923年初，女方父母担心纳博科夫无力养活妻子，遂解除了婚约。1923年5月，纳博科夫在柏林的一次慈善化装舞会上，邂逅了俄裔犹太律师的女儿薇拉（Vera Slonim，1902年1月5日-1997年4月7日） ，两人在1925年4月于柏林成婚，独子德米特里於1934年出世。
1936年，薇拉因德国仇视犹太人的环境而失去工作。同年，行刺纳博科夫父亲的凶手，坐上了流亡白俄群体的第二把交椅，纳博科夫亦动身寻找於英语国家的职位。1937年，纳博科夫离开德国，移居法国，他在那裡与同为俄国流亡者的伊琳娜·瓜达尼尼（Irina Guadanini）有过短暂的恋情。家人随他去了法国，途中最后一次造访布拉格，而先后住过戛纳、芒通、昂蒂布和弗雷瑞斯，最后在巴黎定居。
1939年，纳博科夫在巴黎完成中篇小说《魔法师》的初稿，这是他最后一部俄文小说。他后来亦称这部小说为“《洛丽塔》初萌的悸动（first little throb）”。
1940年5月，纳粹德军进军法国，納博科夫一家乘搭尚普兰号轮船前往美国。只有弟弟謝爾蓋没有登船离开，他于1945年1月9日死於诺因加默集中营。
在欧洲生活的这些年里，纳博科夫出版了9部俄文长篇小说：《瑪麗》、《王，后，杰克》、《防守》、《眼睛》、《荣耀》、《黑暗中的笑声》、《绝望》、《斩首之邀》和《天赋》，并发表和出版了一些翻译作品、诗集、诗剧和剧本。剧本《事件》与《华尔兹发明》在巴黎以俄语上演。

### 美国生活
赴美後，纳博科夫一家最初居於纽约曼哈頓。纳博科夫则在美國自然史博物館担任义务昆虫学家；1941年成为卫斯理学院比较文学住校讲师，每周教授俄语三日。学校特别为他设立教职，让他有足够收入和空馀时间，進行创作和研究鳞翅类昆虫学。纳博科夫也是卫斯理学院俄语系的创办人。1941-42年，他和家人都住在麻省韦尔斯利，而1942年9月至1948年6月则住在麻省劍橋；1942年以後，他同时担任哈佛大学比较动物学博物馆馆长一职
；1944年，在美国各地舉行巡回讲座後，纳博科夫回到韦尔斯利教授俄语；1945年，他与薇拉归化成为美国公民；1948年至1959年则在康奈尔大学担任俄国与欧洲文学教授，其学生包括日後成为美國最高法院大法官的鲁思·巴德·金斯伯格。金斯伯格指，納博科夫深深影響了她的寫作生涯。1952年，納博科夫又兼任哈佛大学斯拉夫语文客座教授。
每年夏天，纳博科夫會到美國西部旅行，同时採集蝴蝶樣本。他在旅途中動筆創作小說《洛丽塔》，而妻子則擔任「秘書、打字員、編輯、校對、翻譯和書目編撰；經紀、營業經理、律師和司機；研究助理、教學助理和後備教授」。納博科夫試圖把未完成的《洛丽塔》稿件焚毀，但被妻子阻止，並指妻子是「他生命中最幽默的女子」。
1953年6月，纳博科夫舉家搬到俄勒岡州阿什兰市。他在那裡著毕《洛丽塔》，並動筆創作小說《普宁》。他会跑到鄰近的山丘找尋蝴蝶，寫成詩歌《Lines Written in Oregon》。
1953年10月1日，纳博科夫一家又回到紐約，後來，他也在此地教授过年輕作家托馬斯·品欽。
纳博科夫在留美期间出版了《塞巴斯蒂安·奈特的真实生活》、《尼古拉-果戈里》、《俄国三诗人》、《庶出的標誌》、《故事九则》、《确证》等书。
1955年，《洛丽塔》遭四家美国出版社拒绝后，轉由巴黎的奧林比亞出版社出版。1958年，《洛丽塔》在美国出版。期间他还出版了《菲雅尔塔的春天》、《普宁》、《纳博科夫十三篇》，并与独子德米特里合譯米哈伊尔·莱蒙托夫的小说《当代英雄》。

### 晚年于瑞士蒙特勒

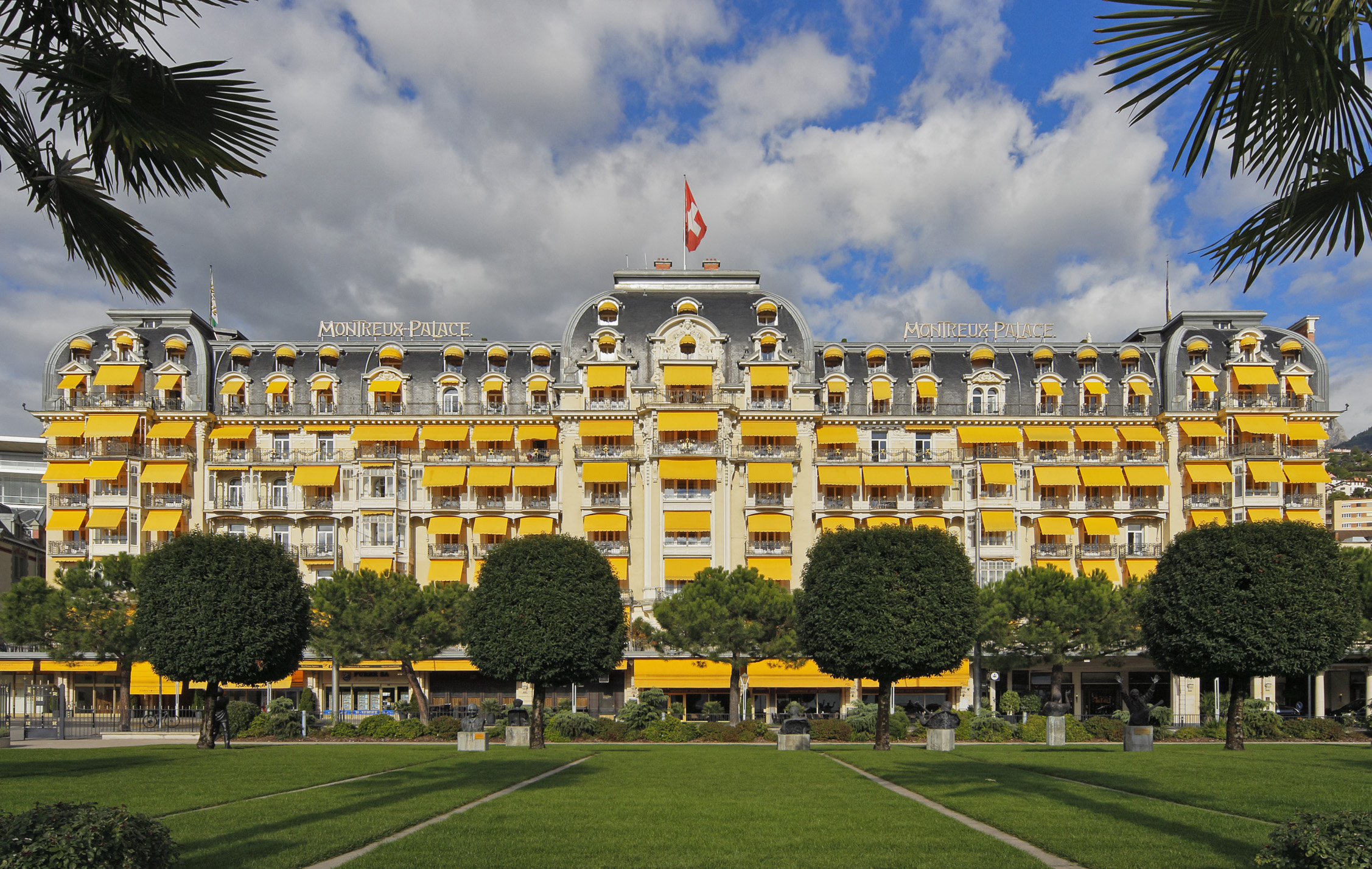
蒙特勒宫酒店

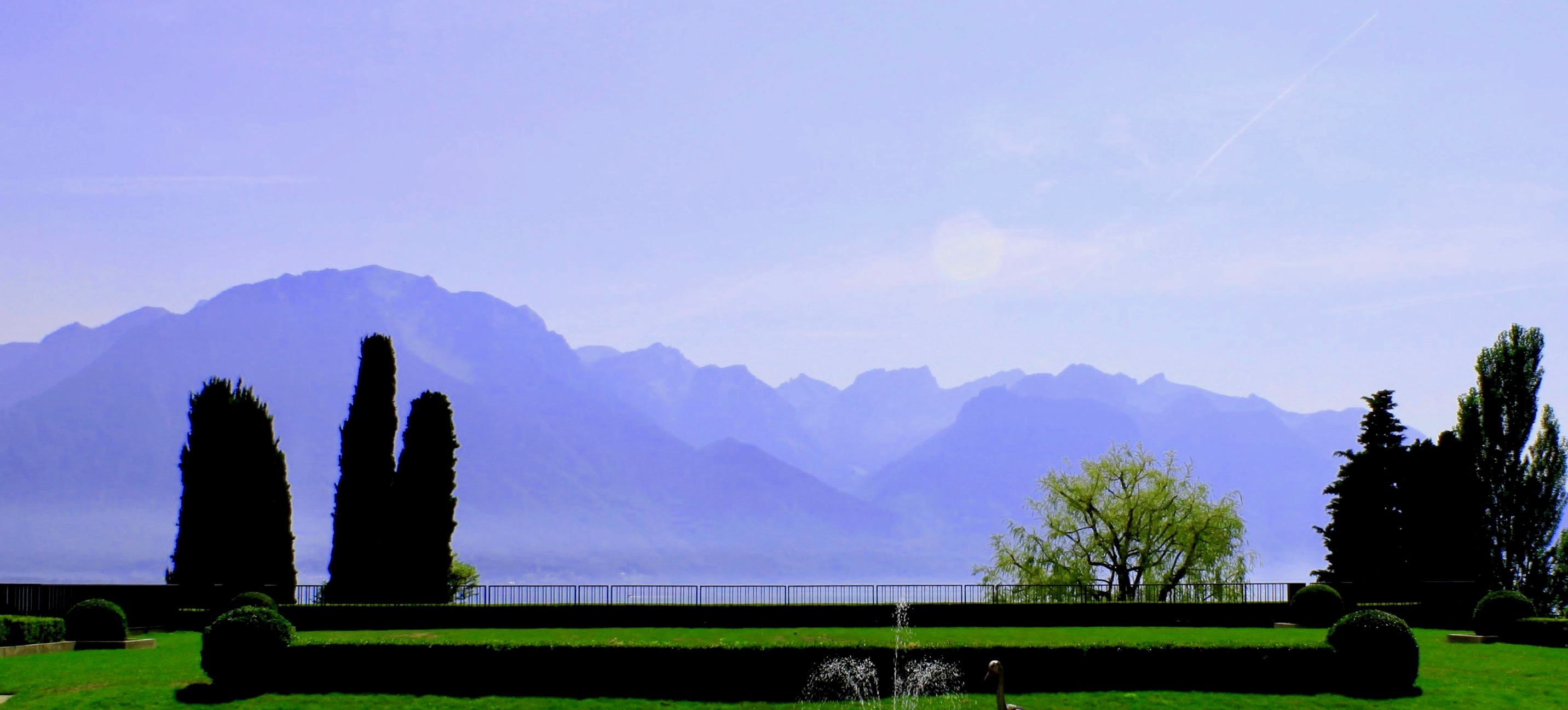

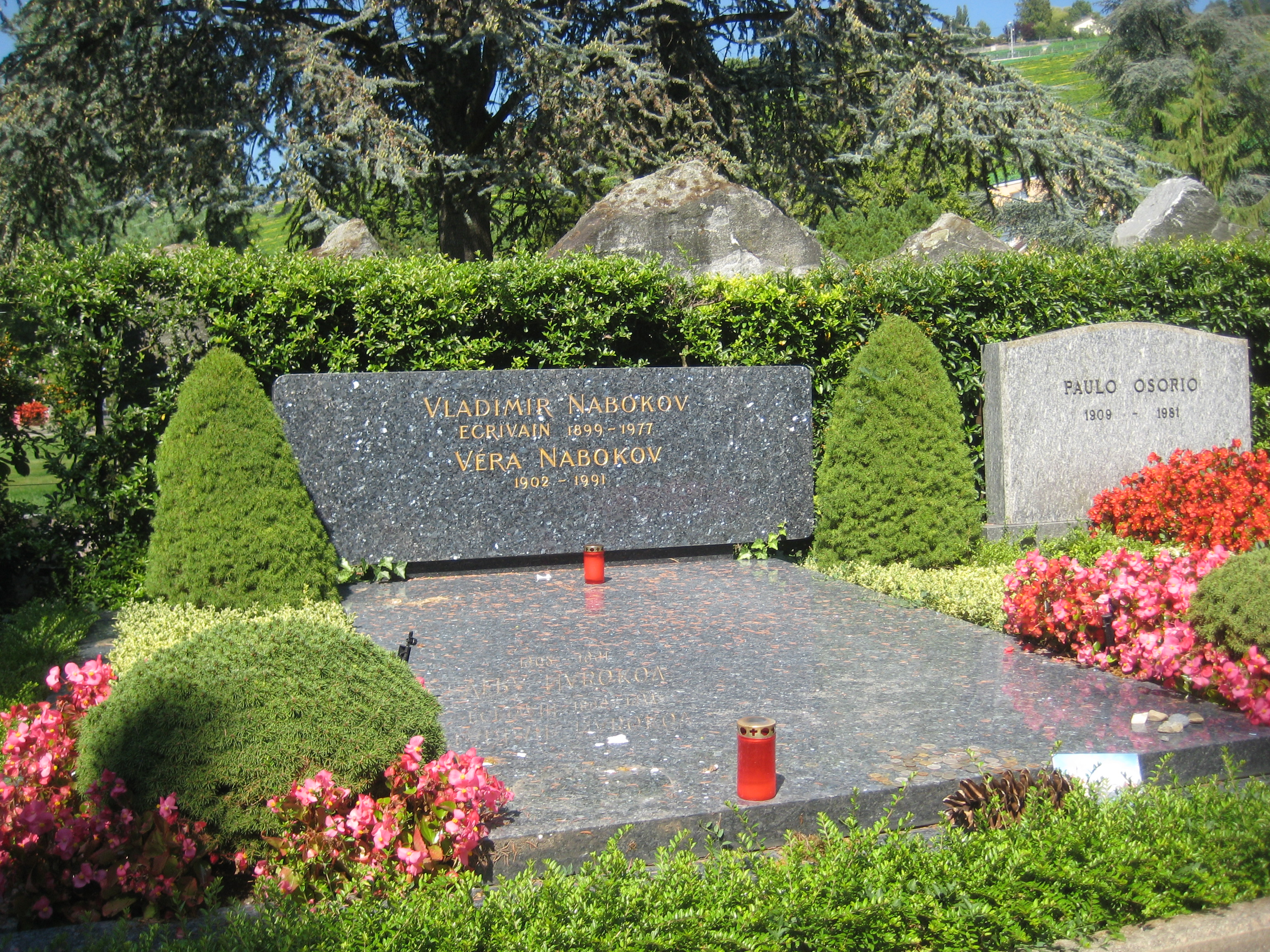
在瑞士蒙特勒附近的墓地

1961年10月1日，纳博科夫夫妇移居瑞士沃州蒙特勒，长住在费尔蒙特莱蒙特勒宫酒店，直至1977年7月2日，纳博科夫与世长辞。 其遗体安葬于蒙特勒附近的Clarens公墓:xxix–l。
纳博科夫弥留之际，仍在笔耕不辍，潜心创作小说《劳拉的原型》。而受托执行其文学遗嘱的妻儿未遵遗命，无视其焚稿以终的请求，于2009年出版了这部未完成的小说。

## 昆虫学
在昆蟲學方面，納博科夫同樣成就斐然。他将大多業餘時間都投入于蝴蝶上，但又不会開車，所以每次外出捕捉蝴蝶時，都是由妻子薇拉載他。為追逐一隻蝴蝶，夫妇俩可以跋涉十幾英里。他對捕獲的蝴蝶進行分類，並用顯微鏡仔細觀察。1940年代，他還出任了哈佛大學比較動物學博物館鱗翅目部的負責人，組織收集得來的標本。不過納博科夫是自學成才的學者，在世時，不少鱗翅目專家對他的研究成果不以為然。
納博科夫主要研究灰蝶的其中一支，他認為這種灰蝶在數百萬年前從西伯利亞經白令海峽遷徙至美洲大陸，即由阿拉斯加飛越千山萬水到達智利。他於1945年公佈此結論，稱這種灰蝶有過五次大遷徙；他亦將這種灰蝶在美洲大陸的分佈區域形容為一隻“大馬蹄”，但結論遭到學界尖銳批評。2011年1月，英國皇家學會宣布，學者經過為期十年的基因研究，證實納博科夫的研究成果具有充足的科學依據，並認為他對完善灰蝶分類系統，作出“重大貢獻”。

藍灰蝶（Polyommatus）由亞洲往新世界的五波遷徙
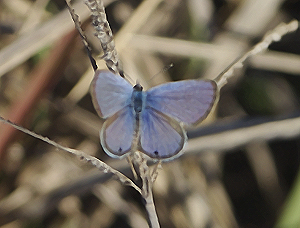
Hemiargus分支（1070萬年前，第一波）
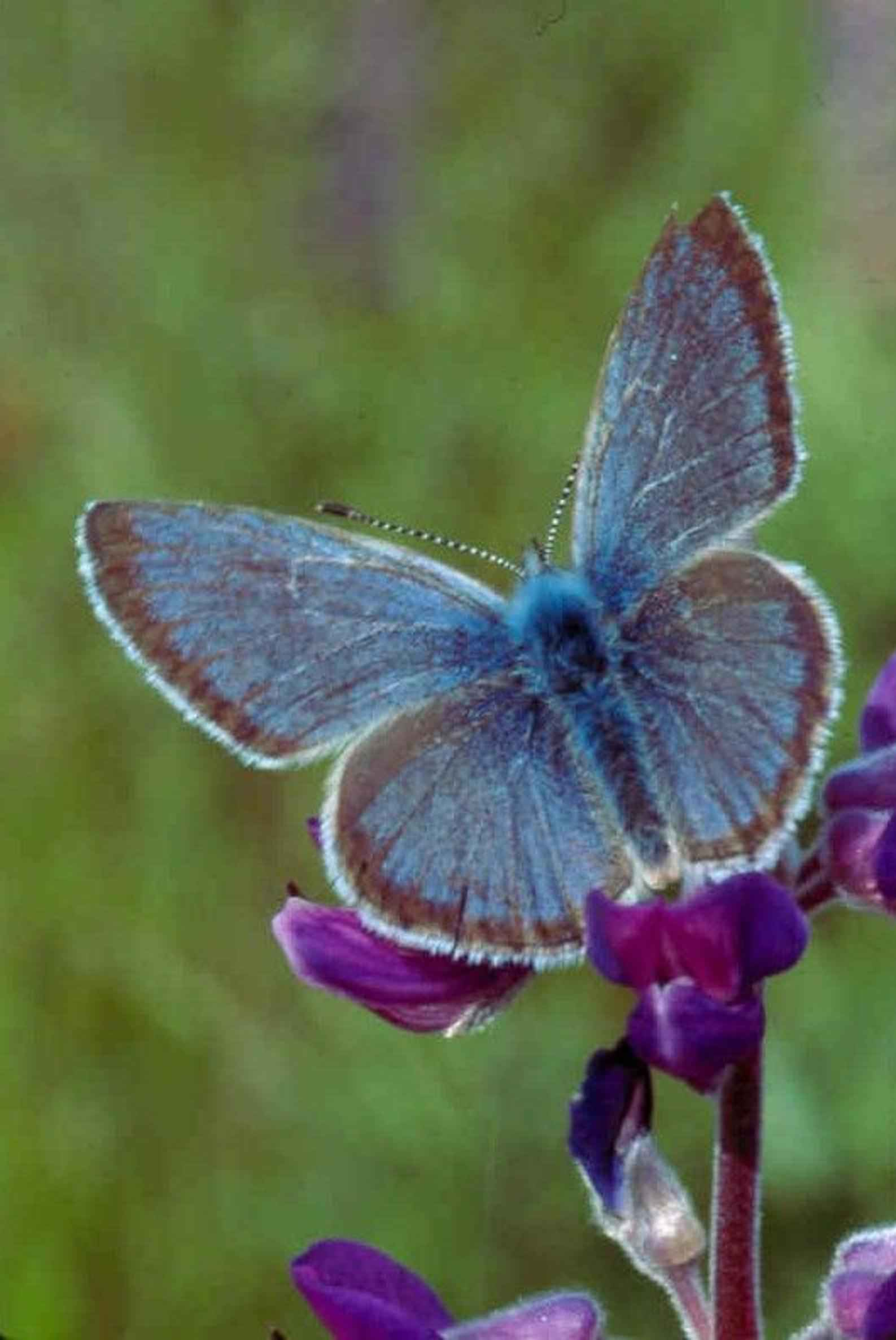
Icaricia分支（930萬年前，第二波）
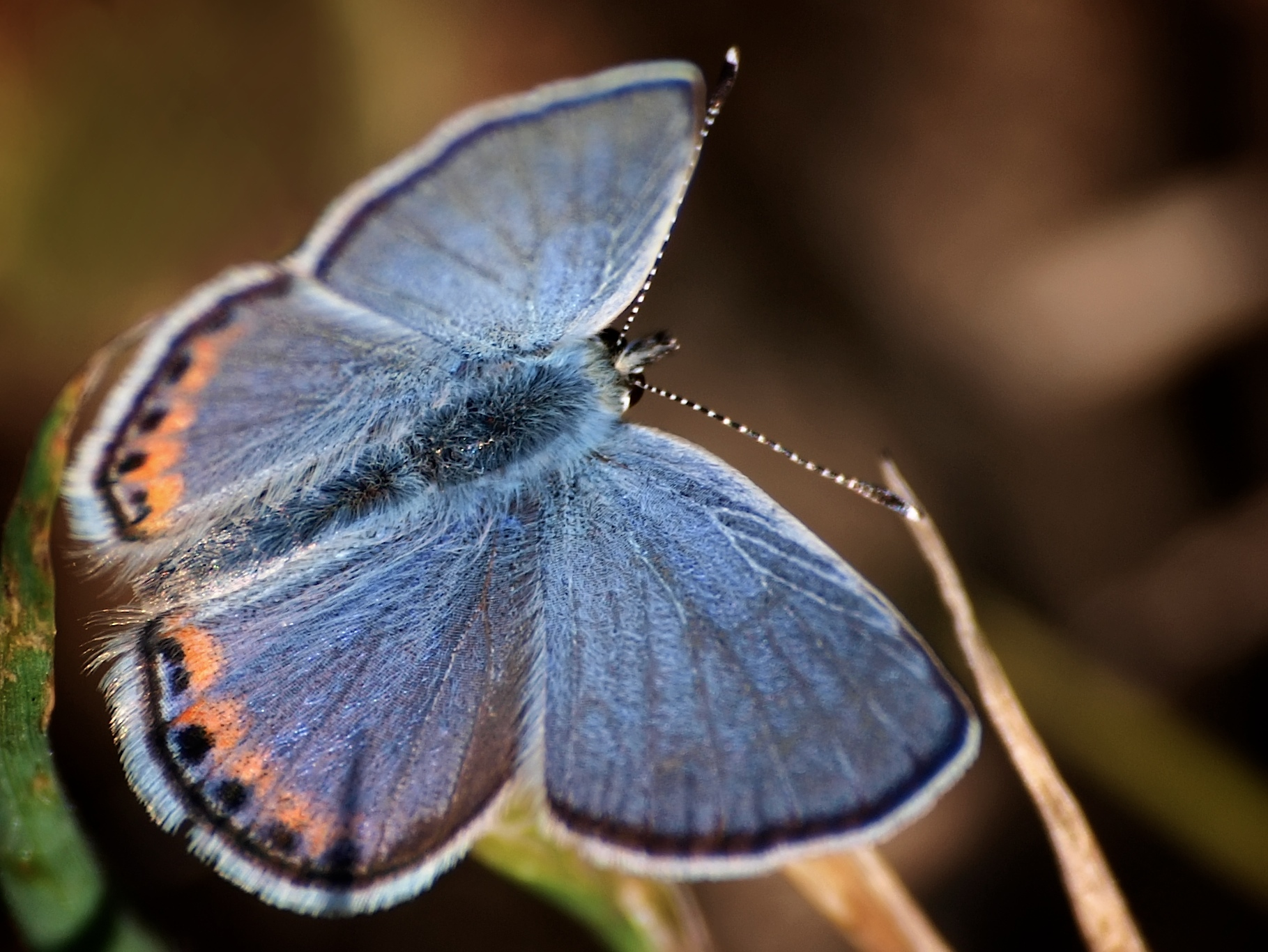
Lycaeides分支（240萬年前，第三波）
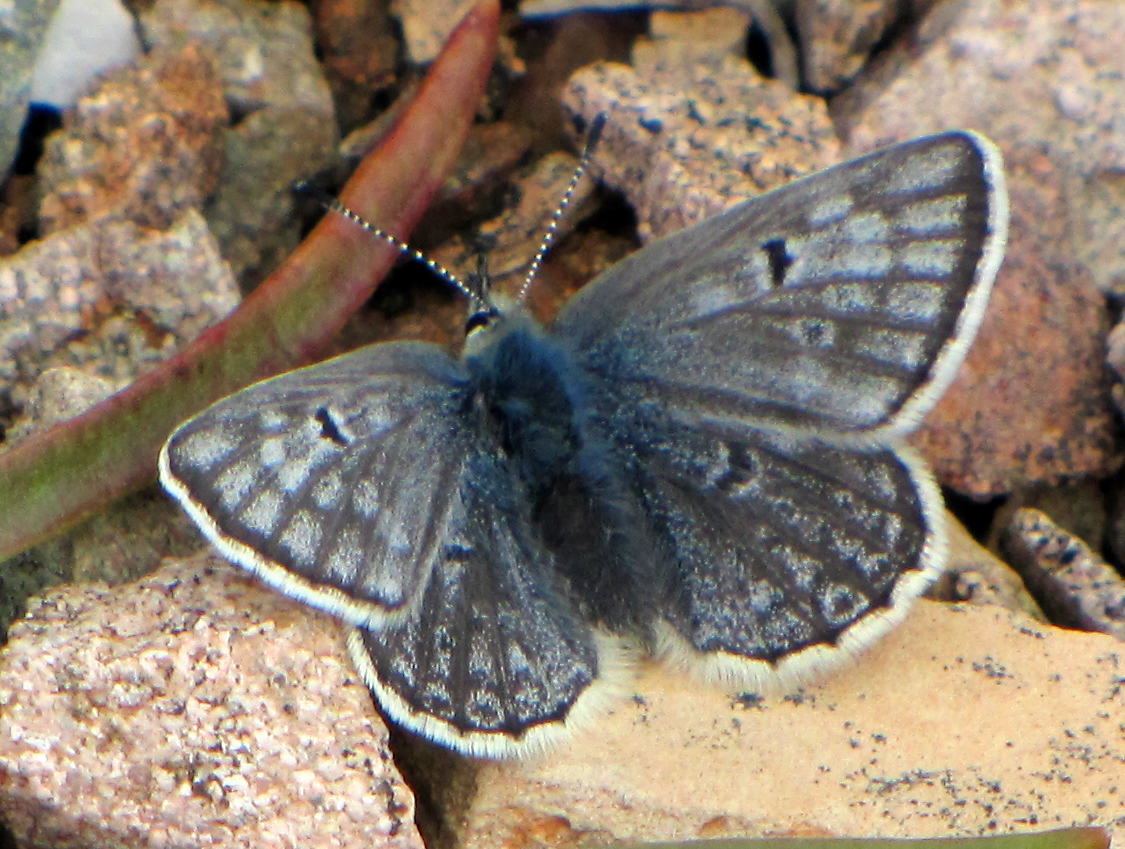
Agriades分支（110萬年前，第四波）
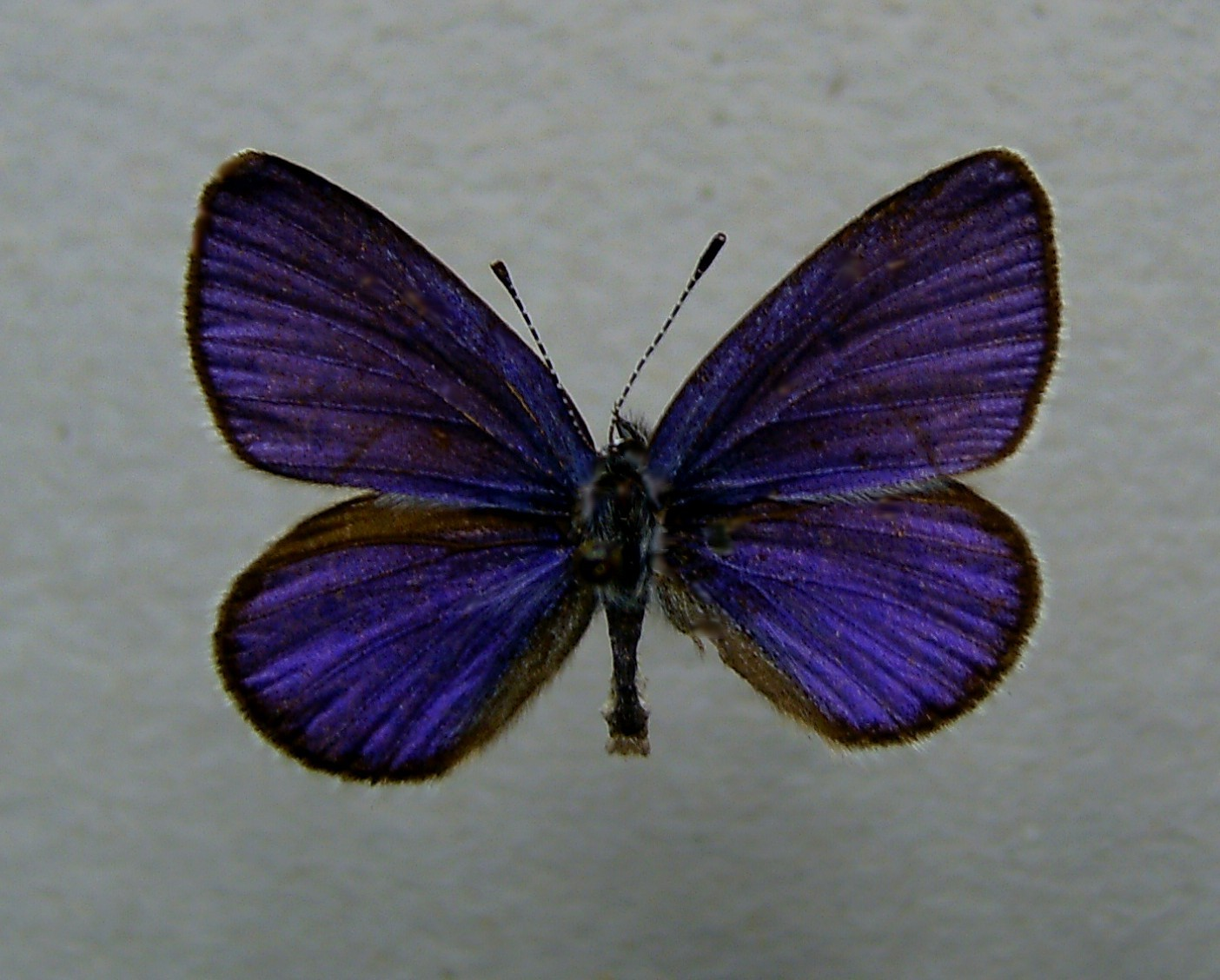
Vacciniina分支（1百萬年前，第五波）

## 著述

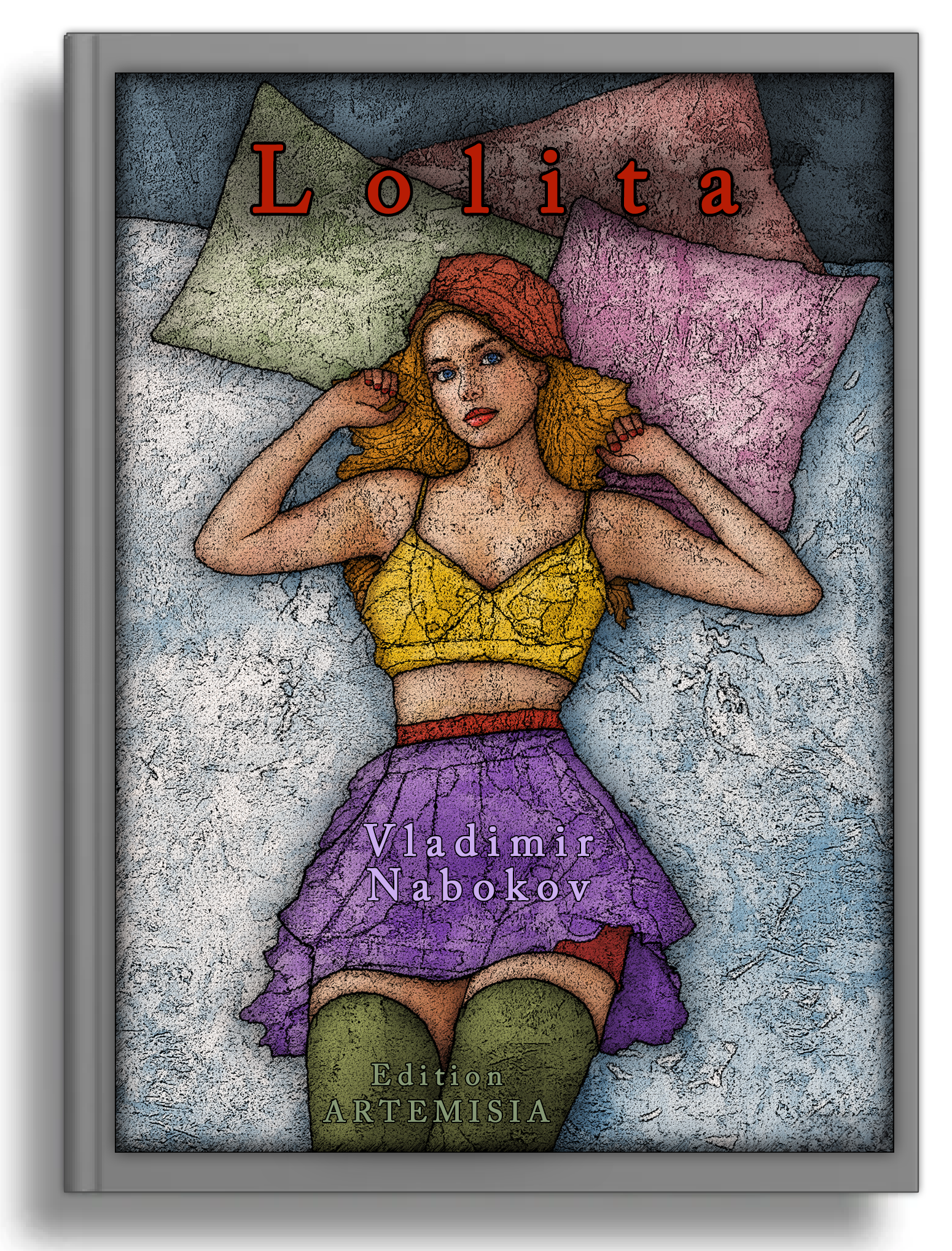
1999年出版的《洛丽塔》, 封面由雨果·海肯瓦尔德（Hugo Heikenwälder）所作

纳博科夫被誉为20世纪最杰出的散文家之一。他早期的作品以俄语创作，却终以英文小说声震文坛。
纳博科夫以其诡谲跌宕的情节架构、精妙绝伦的文字游戏、瑰丽奇崛的隐喻体系，以及融戏谑摹仿与激越抒情于一体的散文风格独步于文坛。他凭借《洛丽塔》名声大噪，同时也声名狼藉。这部作品以及他的其他小说，尤其是《微暗的火》，使他跻身20世纪最伟大的小说家之列，并多次获得诺贝尔文学奖提名。

### 创作风格
作为三语兼精的文学巨匠（纳博科夫兼擅法文，参见其作品《O小姐》），时人常将其与约瑟夫·康拉德并论，然对此类比，纳博科夫既不以为然，亦对康氏作品无甚好感。他曾向评论家埃德蒙·威尔逊感叹：“我太老了，无法彻底改变康拉德了。”约翰·厄普代克后来称这番话“本身就是天才的玩笑（itself a jest of genius）”。在发表这番感叹时，纳博科夫在美国当学徒还不到一年。后来，在1950年11月，纳博科夫致威尔逊信中，更作中肯持平之论：“康拉德比我更懂得如何运用英语，但我比他更了解另一种英语；他从未像我那样犯语法错误，但我达到的文学巅峰也不比他低。”
纳博科夫的三语教育经历同样对他的翻译产生了深远影响。他将自己许多早期作品译成英文，有时还与儿子德米特里合译，亦曾将初以英文写就的《确凿证据》《洛丽塔》两书回译成俄文。
之所以“翻译”《确凿证据》，是因为纳博科夫自认为英文版不够完美：在写作过程中，他注意到，自己需要将记忆译成英文，同时还要耗费笔墨阐释一些在俄罗斯人尽皆知之事。因此，他决定用母语重撰，完成最终的《说吧，记忆》（最初想将其命名为《说吧，谟涅摩叙涅》）。
在谈到翻译《洛丽塔》时，纳博科夫写道：“我想象着在遥远的将来，有人可能会译出俄语版的《洛丽塔》。我将内心的望远镜对准了在遥远未来的那个点，祇见每段都漏洞百出，可怕的误译亦非鲜见。若落入好事者手中，俄语版的《洛丽塔》将会充斥着粗俗的释义和错误的语言，彻底被毁掉。所以我下定决心，自己翻译这本书。”
纳博科夫之创作理路，同样别具一格：他先在数百张索引卡上写下文本的各个部分，将其扩展为段落和章节，再重新排列以成小说的结构。后来的许多編劇都借鉴了这种方法。
纳博科夫也曾在自己的一些小说中客串出场，例如在《洛丽塔》和《爱达或爱欲：一部家族纪事》中均有出现的角色薇薇安·达克布鲁姆（Vivian Darkbloom，由“弗拉基米尔·纳博科夫”（Vladimir Nabokov）的字母重排而来）以及在《王，后，杰克》中的角色布拉夫达克·维诺莫里（Blavdak Vinomori，同上）。至于他曾使用的笔名V. Sirin，则在自己的回忆录和《普宁》中有提及。

### 思想、主张及其评论
纳博科夫推崇个人主义，而对禁锢自由与思想的意识形态深恶痛绝，譬如诸般极权主义及弗洛伊德的精神分析学说。:412ff
而谈到纳博科夫作为文学评论家的地位，这很大程度上奠基于他1964年出版的四卷本《叶甫盖尼·奥涅金》译注。译注以附录《韵律学笔记》结尾，该附录也因此声名鹊起。纳博科夫经系统了解后得知，普希金的抑揚格四音步诗在俄罗斯文学中虽仅出现短短两世纪，俄国的韵律学家们却已对其洞幽烛微；反观英语文学中更为古老的同类诗体，则显得混乱不明，文献记载也十分匮乏。用他自己的话说：
“在着手完成关于《奥涅金》译注的有限目标前，我不得不自己发明了一套简单的术语，以解释其在英语诗歌体裁中的应用。此外，我还孜孜矻矻于某些相当繁琐的分类细节。和强制性的准备工作相比，这些注释的作用其实微乎其微——无非是帮助那些非俄裔的英语读者厘清俄罗斯文诗律，尤其是有关《奥涅金》的一些诗律知识。”

## 影响和纪念

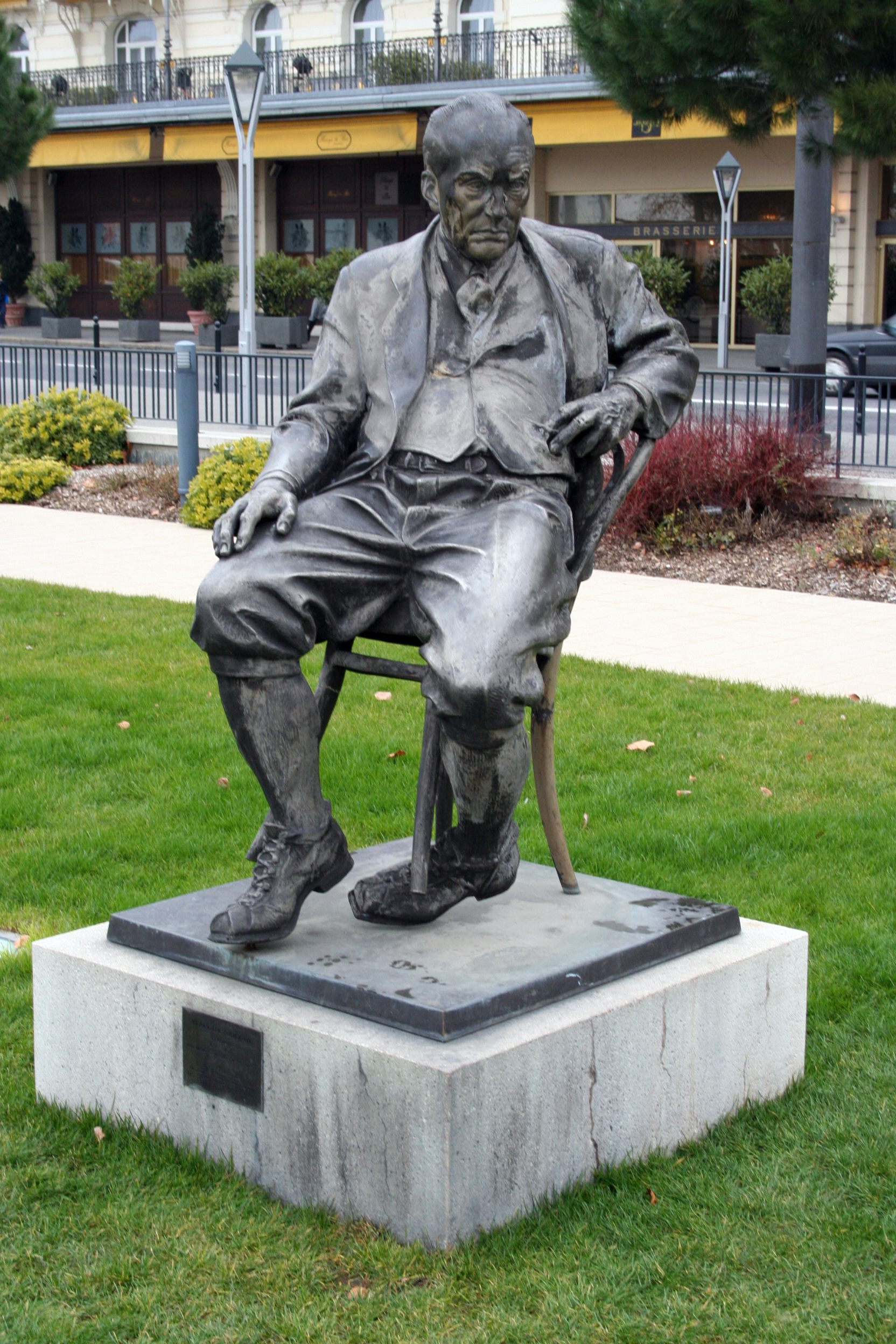
位于瑞士蒙特勒的纳博科夫雕像

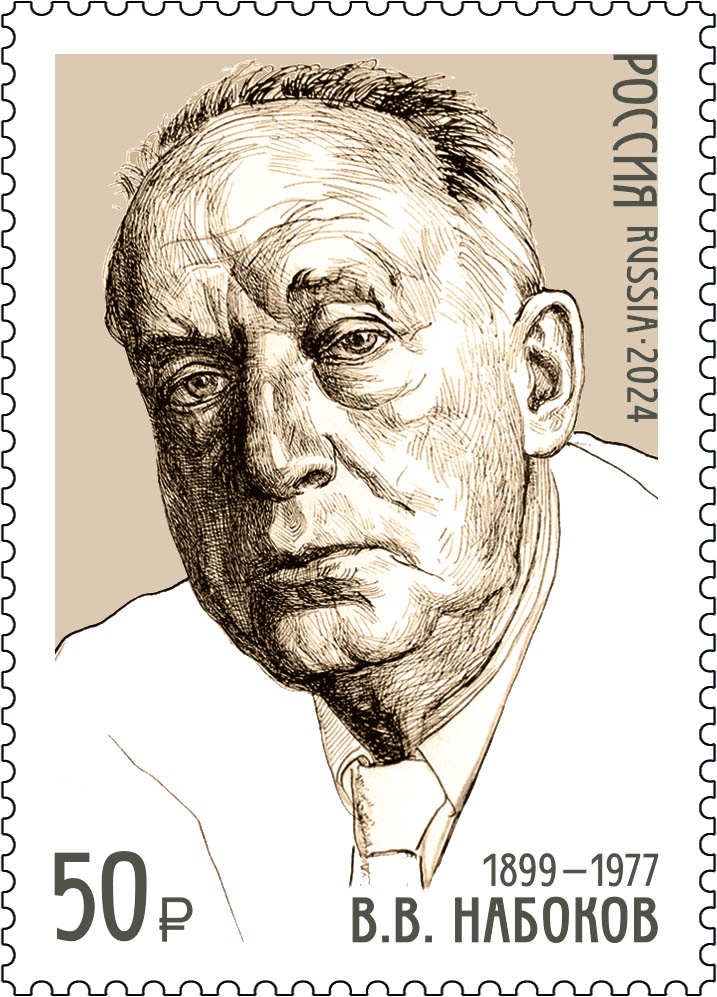
2024年俄罗斯发行邮票上的纳博科夫

俄罗斯文学评论家尤利·艾肯瓦尔德对纳博科夫的崇拜由来已久：“他给琐碎的事物注入生命、感觉和心理，赋予物体以思想；他那敏锐的感知力，能捕捉到色彩的微妙变化、细微的差别，察觉到气味和声音的独特之处；在他的注视下，借助其独特的语言表达，一切事物都被赋予了意想不到的意义与真理。”
评论家詹姆斯·伍德指出，纳博科夫对细节描写的运用“对其后两三代作家产生了深远影响，然此影响未必尽善”——此中受其沾溉者，便包括馬丁·艾米斯与約翰·厄普代克等作家。
此外，约翰·班维尔、堂·德里罗、薩爾曼·魯西迪和埃德蒙·怀特等作家都曾受到纳博科夫的影响。小说家若望·霍克斯更从中汲取灵感，自谓纳博科夫门下。1964年，霍克斯受访时曾言：“弗拉基米尔·纳博科夫是真正给予我们巨大支持的作家。”
1985年，小行星7232以他的名字命名。
在塞巴尔德1993年出版的小说《移民们》中，纳博科夫亦有被提及。
2012年，水星上的一个陨石坑以纳博科夫的名字命名。

## 資料來源
1. ↑  納博科夫的出生日期按照俄罗斯儒略历算是1899年4月10日，按公历算是1899年4月23日，比儒略历的计算方法相差了12天。
2. ↑  Nabokov, Vladimir Vladimirovich. . Gollancz. 1951: 37.
3. ↑  Boyd, Brian. . Princeton University Press. 1990. ISBN 978-0-7011-3700-7.
4. ↑  Wyllie, Barbara. . Reaktion Books. 2010: 7.
5. ↑  . 大英百科全书.   [2016-05-03]. （原始内容存档于2016-05-08）.
6. ↑  Giroud, Vincent. . Oxford University Press. 2015: 2.
7. ↑  Sciabarra, Chris Matthew, , Penn State Press: 66, 367–68, 2013.
8. ↑  Gladstein, Mimi Reisel, , Major Conservative and Libertarian Thinkers, New York: Continuum: 2, 2009, ISBN 978-0-8264-4513-1
9. ↑  .   [2015-12-05]. （原始内容存档于2015-12-08）.
10. ↑  "The secret British life of Vladimir Nabokov" 的存檔，存档日期7 October 2022., Russia Beyond, 22 April 2014.
11. 1 2 3 4  Amis, Martin,  reprint, Penguin Books: 115–18, 1994 [1993], ISBN 978-0-14-023858-7
12. ↑  Zimmer, Dieter E. . The International Vladimir Nabokov Symposium. St. Petersburg. 2002-07-15  [2020-03-20]. （原始内容存档于2020-02-16）.
13. ↑  Schiff, Stacy. . The New York Times.   [2020-03-20]. （原始内容存档于2017-01-20）.
14. ↑  Heinegg, Peter. . Los Angeles Times. 18 September 1986.
15. ↑  Cahill, Sarah. . Chicago Reader. 9 July 1987  [3 September 2021] （美国英语）.
16. ↑  Grossman, Lev, , Salon, 2000-05-18  [2013-12-08], （原始内容存档于2013-12-06）
17. ↑  .   [18 April 2013].[永久]
18. ↑  . Natural History. July 1999.
19. ↑  . LawProse.org.   [5 December 2015]. （原始内容存档于2 July 2015）.
20. ↑  . The New York Times. 11 April 1991.
21. ↑  Boyd, Brian. . : 170, 601.
22. ↑  Dodge, Dani. . Mail Tribune (Medford, Oregon) (Ashland, Oregon). 5 November 2006: 2  [9 August 2018]. （原始内容存档于2 December 2010）.
23. ↑  McCrum, Robert. . The Observer. 2009-10-24  [2024-07-13]. ISSN 0029-7712. （原始内容存档于20 March 2020） （英国英语）.
24. ↑  McCrum, Robert. . The Observer. 25 October 2009  [13 December 2016]. （原始内容存档于20 March 2020） –theguardian.com.
25. 1 2  Alexandrov, Vladimir E. (编). . New York: Garland Publishing. 1995. ISBN 978-0-8153-0354-1.
26. ↑  Connolly, Kate. . The Guardian (UK). 22 April 2008  [24 June 2008]. （原始内容存档于24 July 2008）.
27. ↑  . NPR.org. 30 April 2008  [4 April 2018]. （原始内容存档于9 March 2021）.
28. ↑  Agence Française
29. 1 2  2011年1月28日俄塔社倫敦電
30. ↑  Zimmer, Carl. . 紐約時報. 2011年1月25日  [2011年2月4日]. （原始内容存档于2012年8月5日）.
31. ↑  Vila, Roger; Bell, Charles D.; Macniven, Richard; Goldman-Huertas, Benjamin; Ree, Richard H.; Marshall, Charles R.; Bálint, Zsolt; Johnson, Kurt; Benyamini, Dubi; Pierce, Naomi E. . Proceedings of the Royal Society B: Biological Sciences. 2011-01-26, 278 (1719)  [2024-12-22]. doi:10.1098/rspb.2010.2213. （原始内容存档于2021-06-09）.
32. 1 2  Nabokov, Vladimir. . The Paris Review (41).  與Herbert Gold的访谈. Summer–Fall 1967  [5 June 2018]. （原始内容存档于19 January 2016）.
33. ↑  Updike, John. . : 221.
34. ↑  Toffler, Alvin. . Playboy.   [5 December 2013]. （原始内容存档于8 July 2019）.
35. ↑  Chamberlain, Lesley. . Great Britain: Atlantic Books. 2006: 283. ISBN 978-184354-093-9.
36. ↑  Wood, James. "Discussing Nabokov", Slate. Retrieved 12 April 2008.
37. ↑  "John Hawkes: An Interview. 20 March 1964. John J. Enck and John Hawkes", Wisconsin Studies in Contemporary Literature 6.2 (summer 1965): 144. See also Maxim D. Shrayer, "Writing in Tongues 的存檔，存档日期17 August 2018.", Brown Alumni Monthly September/October 2017;  Bez Nabokova[永久]", Snob.ru 2 July 2017.
38. Brian Boyd p. 37
39. Whitman, Alden. . The New York Times. 1969-04-23: 20.